# Berberis ulicina
Berberis ulicina är en berberisväxtart som beskrevs av Joseph Dalton Hooker och Thoms.. Berberis ulicina ingår i släktet berberisar, och familjen berberisväxter. Inga underarter finns listade i Catalogue of Life.